# Revolution Radio Tour
El Revolution Radio Tour fue una gira de conciertos de la banda californiana de punk rock Green Day llevada a cabo durante los años 2016 y 2017 en apoyo de su disco Revolution Radio (2016).
La banda estaba de gira por Estados Unidos entre septiembre y octubre de 2016 cuando anunciaron durante esos meses la gira mundial que empezó el 10 de enero de 2017 en Turín, Italia y terminó el 19 de noviembre del mismo año en México.

## Fechas de la gira

### Preparación y promoción
| Etapa 1 - Norteamérica   |                          |                |                       |
| 26 de septiembre de 2016 | Columbus                 | Estados Unidos | Newport Music Hall    |
| 28 de septiembre de 2016 | Sayreville, Nueva Jersey | Estados Unidos | Starland Ballroom     |
| 29 de septiembre de 2016 | Municipio de Upper Darby | Estados Unidos | Tower Theater         |
| 1 de octubre de 2016     | Boston                   | Estados Unidos | House of Blues Boston |
| 3 de octubre de 2016     | Washington D. C.         | Estados Unidos | 9:30 Club             |
| 7 de octubre de 2016     | Nueva York               | Estados Unidos | Rough Trade NYC       |
| 8 de octubre de 2016     | Nueva York               | Estados Unidos | Webster Hall          |
| 17 de octubre de 2016    | Los Ángeles              | Estados Unidos | Hollywood Palladium   |
| 20 de octubre de 2016    | Berkeley, California     | Estados Unidos | UC Theatre            |
| 23 de octubre de 2016    | Chicago                  | Estados Unidos | Aragon Ballroom       |
| 24 de octubre de 2016    | Detroit                  | Estados Unidos | The Fillmore Detroit  |
| 26 de octubre de 2016    | San Luis (Misuri)        | Estados Unidos | The Pageant           |

| Etapa 2 - Norteamérica  |                       |                |              |
| 10 de diciembre de 2016 | Oakland (California)  | Estados Unidos | Oracle Arena |
| 11 de diciembre de 2016 | Inglewood, California | Estados Unidos | The Forum    |

Gira Mundial:
| Etapa 3 - Europa     |            |                 |                            |
| 10 de enero de 2017  | Turín      | Italia          | Pala Alpitour              |
| 11 de enero de 2017  | Florencia  | Italia          | Nelson Mandela Forum       |
| 13 de enero de 2017  | Bolonia    | Italia          | Unipol Arena               |
| 14 de enero de 2017  | Assago     | Italia          | Mediolanum Forum di Assago |
| 16 de enero de 2017  | Zúrich     | Suiza           | Hallenstadion              |
| 18 de enero de 2017  | Mannheim   | Alemania        | SAP Arena                  |
| 19 de enero de 2017  | Berlín     | Alemania        | Mercedes-Benz Arena        |
| 21 de enero de 2017  | Cracovia   | Polonia         | Tauron Arena               |
| 22 de enero de 2017  | Praga      | República Checa | Tipsport Arena             |
| 25 de enero de 2017  | Oslo       | Noruega         | Oslo Spektrum              |
| 27 de enero de 2017  | Estocolmo  | Suecia          | Ericsson Globe             |
| 28 de enero de 2017  | Malmö      | Suecia          | Malmö Arena                |
| 30 de enero de 2017  | Colonia    | Alemania        | Lanxess Arena              |
| 31 de enero de 2017  | Ámsterdam  | Países Bajos    | Ziggo Dome                 |
| 2 de febrero de 2017 | Bruselas   | Bélgica         | Forest National            |
| 3 de febrero de 2017 | París      | Francia         | AccorHotels Arena          |
| 5 de febrero de 2017 | Leeds      | Inglaterra      | First Direct Arena         |
| 6 de febrero de 2017 | Manchester | Inglaterra      | Manchester Arena           |
| 8 de febrero de 2017 | Londres    | Inglaterra      | The O2 Arena               |

| Etapa 4 - Norteamérica |                           |                |                                 |
| 1 de marzo de 2017     | Phoenix, Arizona          | Estados Unidos | Talking Stick Resort Arena      |
| 2 de marzo de 2017     | El Paso (Texas)           | Estados Unidos | El Paso County Coliseum         |
| 4 de marzo de 2017     | Dallas, Texas             | Estados Unidos | American Airlines Center        |
| 5 de marzo de 2017     | Houston                   | Estados Unidos | Toyota Center                   |
| 7 de marzo de 2017     | Tulsa, Oklahoma           | Estados Unidos | BOK Center                      |
| 8 de marzo de 2017     | North Little Rock         | Estados Unidos | Verizon Arena                   |
| 10 de marzo de 2017    | Duluth (Georgia)          | Estados Unidos | Infinite Energy Arena           |
| 12 de marzo de 2017    | Norfolk (Virginia)        | Estados Unidos | Ted Constant Convocation Center |
| 13 de marzo de 2017    | Washington D. C.          | Estados Unidos | Capital One Arena               |
| 15 de marzo de 2017    | Brooklyn, Nueva York      | Estados Unidos | Barclays Center                 |
| 17 de marzo de 2017    | Worcester (Massachusetts) | Estados Unidos | DCU Center                      |
| 19 de marzo de 2017    | London (Ontario)          | Canadá         | Budweiser Gardens               |
| 20 de marzo de 2017    | Hamilton (Ontario)        | Canadá         | FirstOntario Centre             |
| 22 de marzo de 2017    | Montreal                  | Canadá         | Bell Centre                     |
| 23 de marzo de 2017    | Quebec City               | Canadá         | Videotron Centre                |
| 25 de marzo de 2017    | Pittsburgh                | Estados Unidos | Petersen Events Center          |
| 27 de marzo de 2017    | Detroit                   | Estados Unidos | Joe Louis Arena                 |
| 28 de marzo de 2017    | Champaign (Illinois)      | Estados Unidos | State Farm Center               |
| 30 de marzo de 2017    | Ashwaubenon               | Estados Unidos | Resch Center                    |
| 1 de abril de 2017     | Saint Paul (Minesota)     | Estados Unidos | Xcel Energy Center              |
| 3 de abril de 2017     | Des Moines                | Estados Unidos | Wells Fargo Arena               |
| 5 de abril de 2017     | Broomfield (Colorado)     | Estados Unidos | 1stBank Center                  |
| 7 de abril de 2017     | Paradise (Nevada)         | Estados Unidos | MGM Grand Garden Arena          |
| 8 de abril de 2017     | San Diego (California)    | Estados Unidos | Valley View Casino Center       |

| Etapa 5 - Oceanía   |                      |               |                               |
| 30 de abril de 2017 | Perth                | Australia     | Perth Arena                   |
| 3 de mayo de 2017   | Adelaida (Australia) | Australia     | Adelaide Entertainment Centre |
| 5 de mayo de 2017   | Melbourne            | Australia     | Rod Laver Arena               |
| 6 de mayo de 2017   | Melbourne            | Australia     | Rod Laver Arena               |
| 8 de mayo de 2017   | Brisbane             | Australia     | Brisbane Entertainment Centre |
| 10 de mayo de 2017  | Sídney               | Australia     | Qudos Bank Arena              |
| 11 de mayo de 2017  | Sídney               | Australia     | Qudos Bank Arena              |
| 13 de mayo de 2017  | Auckland             | Nueva Zelanda | Spark Arena                   |
| 14 de mayo de 2017  | Auckland             | Nueva Zelanda | Spark Arena                   |

| Etapa 6 - Europa    |                   |                   |                                         |
| 4 de junio de 2017  | Landgraaf         | Países Bajos      | Megaland Park                           |
| 6 de junio de 2017  | Liubliana         | Eslovenia         | Arena Stožice                           |
| 7 de junio de 2017  | Munich            | Alemania          | Olympiahalle                            |
| 9 de junio de 2017  | Interlaken        | Suiza             | Interlaken Airport                      |
| 11 de junio de 2017 | Brétigny-sur-Orge | Francia           | Base Aérienne 217                       |
| 12 de junio de 2017 | Esch-sur-Alzette  | Luxemburgo        | Rockhal                                 |
| 14 de junio de 2017 | Luca (Italia)     | Italia            | Piazza Napoleone                        |
| 15 de junio de 2017 | Monza             | Italia            | Autodromo Nazionale di Monza            |
| 17 de junio de 2017 | Nickelsdorf       | Austria           | Pannoia Fields                          |
| 18 de junio de 2017 | Budapest          | Hungría           | Arena Deportiva de Budapest László Papp |
| 21 de junio de 2017 | Gotemburgo        | Suecia            | Scandinavium                            |
| 23 de junio de 2017 | Scheeßel          | Alemania          | Eichenring                              |
| 24 de junio de 2017 | Tuttlingen        | Alemania          | Neuhausen ob Eck Airfield               |
| 28 de junio de 2017 | Belfast           | Irlanda del Norte | Ormeau Park                             |
| 29 de junio de 2017 | Dublín            | Irlanda           | Royal Hospital Kilmainham               |
| 1 de junio de 2017  | Londres           | Inglaterra        | Hyde Park                               |
| 3 de julio de 2017  | Sheffield         | Inglaterra        | Sheffield Arena                         |
| 7 de julio de 2017  | Madrid            | España            | Caja Mágica                             |

| Etapa 7 - Norteamérica   |                              |                |                                      |
| 1 de agosto de 2017      | Auburn (Washington)          | Estados Unidos | White River Amphitheatre             |
| 2 de agosto de 2017      | Portland                     | Estados Unidos | Moda Center                          |
| 5 de agosto de 2017      | Oakland (California)         | Estados Unidos | Oakland–Alameda County Coliseum      |
| 7 de agosto de 2017      | West Valley City             | Estados Unidos | USANA Amphitheatre                   |
| 9 de agosto de 2017      | Greenwood Village            | Estados Unidos | Fiddler's Green Amphitheatre         |
| 11 de agosto de 2017     | Kansas City (Misuri)         | Estados Unidos | Sprint Center                        |
| 12 de agosto de 2017     | Omaha (Nebraska)             | Estados Unidos | CenturyLink Center Omaha             |
| 14 de agosto de 2017     | Maryland Heights (Misuri)    | Estados Unidos | Hollywood Casino Amphitheatre        |
| 16 de agosto de 2017     | Noblesville (Indiana)        | Estados Unidos | Ruoff Home Mortgage Music Center     |
| 18 de agosto de 2017     | Toronto                      | Canadá         | Budweiser Stage                      |
| 20 de agosto de 2017     | Cincinnati                   | Estados Unidos | Riverbend Music Center               |
| 21 de agosto de 2017     | Cuyahoga Falls (Ohio)        | Estados Unidos | Blossom Music Center                 |
| 24 de agosto de 2017     | Chicago                      | Estados Unidos | Wrigley Field                        |
| 26 de agosto de 2017     | Darien (Nueva York)          | Estados Unidos | Darien Lake Performing Arts Center   |
| 28 de agosto de 2017     | Mansfield (Massachusetts)    | Estados Unidos | Xfinity Center                       |
| 29 de agosto de 2017     | Hartford, Connecticut        | Estados Unidos | Xfinity Theatre                      |
| 31 de agosto de 2017     | Camden (Nueva Jersey)        | Estados Unidos | BB&T Pavilion                        |
| 1 de septiembre de 2017  | Raleigh (Carolina del Norte) | Estados Unidos | Coastal Credit Union Music Park      |
| 3 de septiembre de 2017  | West Palm Beach              | Estados Unidos | Coral Sky Amphitheatre               |
| 5 de septiembre de 2017  | Tampa, Florida               | Estados Unidos | MidFlorida Credit Union Amphitheatre |
| 6 de septiembre de 2017  | Orange Beach (Alabama)       | Estados Unidos | The Wharf Amphitheater               |
| 8 de septiembre de 2017  | Austin, Texas                | Estados Unidos | Austin360 Amphitheater               |
| 9 de septiembre de 2017  | San Antonio (Texas)          | Estados Unidos | AT&T Center                          |
| 11 de septiembre de 2017 | Albuquerque, Nuevo México    | Estados Unidos | Isleta Amphitheater                  |
| 13 de septiembre de 2017 | Chula Vista, California      | Estados Unidos | Mattress Firm Amphitheatre           |
| 14 de septiembre de 2017 | Pasadena (California)        | Estados Unidos | Rose Bowl                            |
| 23 de septiembre de 2017 | Nueva York                   | Estados Unidos | Central Park                         |

| Etapa 8 - Latinoamérica |                   |           |                                                        |
| 1 de noviembre de 2017  | Río de Janeiro    | Brasil    | Jeunesse Arena                                         |
| 3 de noviembre de 2017  | São Paulo         | Brasil    | Arena Anhembi                                          |
| 5 de noviembre de 2017  | Curitiba          | Brasil    | Pedreira Paulo Leminski                                |
| 7 de noviembre de 2017  | Porto Alegre      | Brasil    | Estadio Beira-Rio                                      |
| 10 de noviembre de 2017 | Buenos Aires      | Argentina | Estadio José Amalfitani                                |
| 12 de noviembre de 2017 | Santiago de Chile | Chile     | Estadio Bicentenario Municipal de La Florida           |
| 14 de noviembre de 2017 | Lima              | Perú      | Estadio de la Universidad Nacional Mayor de San Marcos |
| 17 de noviembre de 2017 | Bogotá            | Colombia  | Parque Metropolitano Simón Bolívar                     |
| 19 de noviembre de 2017 | Ciudad de México  | México    | Autódromo Hermanos Rodríguez                           |

- Datos: Q27055681